# Marta Bizcarrondo Albea
Marta Bizcarrondo Albea (Sant Sebastià, 1947 - Madrid, 2007) va ser una historiadora i escriptora basca, catedràtica d'Historia Contemporània i vicerectora a la Universitat Autònoma de Madrid, especialitzada en l'època contemporània.
Estudiant de Ciències Polítiques a la Complutense, es va implicar activament dins l'agrupació socialista i antifranquista Euskadiko Sozialisten Batasuna, branca basca del Frente de Liberación Popular i, més tard, el 1968 en la seva condició de delegada cultural del sindicat SDEUM —Sindicato Democrático de Estudiantes de la Universidad de Madrid—, va organitzar un recital de Raimon a Madrid. Els anys d'investigació i docència a la universitat els dedicà a estudiar la dependència del comunisme espanyol respecte de la Internacional Comunista, l'autonomisme cubà a finals del segle xix i el socialisme dels anys 1930.Va escriure i publicar diversos articles a revistes, com Entre la sumisión y la independencia, Democracia y revolución en la estrategia socilista de la Segunda República o De las Alianzas Obreras al Frente Popular; va escriure els llibres Entre la democracia y la revolución, 1931-1936, Octubre del 34 o Cuba/España entre d'altres, i va participar en moltes obres col·lectives com La Komintern y España, Los orígenes del feminismo socialista en España, Juan Negrín: entre dos comunismos o Socialistas y comunistas ante la unidad: Las alianzas obreras en 1935, diverses d'elles en investigació conjunta amb el seu marit, el també historiador Antonio Elorza Domínguez.